# Eleccions legislatives gregues de 2004
Les eleccions legislatives gregues de 2004 se celebraren el 7 de març de 2004. El partit més votat fou Nova Democràcia, i el seu cap Kostas Karamanlís va formar govern.

## Resultats
| Partit | Partit                                          | Líder                      | Vots              | %      | +/–  | Escons | +/– |
| --- | ----------------------------------------------- | -------------------------- | ----------------- | ------ | ---- | ------ | --- |
| | Nova Democràcia                                 | Kostas Karamanlís          | 3,359,058         | 45.4   | +2.7 | 165    | +39 |
| | PASOK                                           | Georgios Andreas Papandreu | 3,002,531         | 40.5   | -3.2 | 117    | −40 |
| | Partit Comunista de Grècia                      | Aleka Papariga             | 436,573           | 5.9    | +0.4 | 12     | +1  |
| | Coalició de l'Esquerra Radical                  | Nikos Konstantopoulos      | 241,539           | 3.3    | +0.1 | 6      | 0   |
| | Reagrupament Popular Ortodox                    | Georgios Karatzaferis      | 162,103           | 2.2    | -    | 0      | -   |
| | Moviment Democràtic Social                      | Dimitris Tsovolas          | 132,750           | 1.8    | -0.9 | 0      | -   |
| | Unió de Centristes                              | Vasilis Levendis           | 19,531            | 0.3    | +0   | 0      | -   |
| | Front d'Esquerra Radical                        |                            | 11,261            | 0.2    | +0   | 0      | -   |
| | Partit Comunista de Grècia (marxista-leninista) |                            | 10,764            | 0.2    | +0   | 0      | -   |
| | Coalició Anticapitalista                        |                            | 8,313             | 0.1    | -    | 0      | -   |
| | Front Hel·lènic                                 | Makis Voridis              | 6,751             | 0.1    | -    | 0      | -   |
| | Partit Comunista Marxista-Leninista de Grècia   |                            | 4,846             | 0.1    | +0   | 0      | -   |
| | Partit Socialista Combatent de Grècia           |                            | 3,180             | 0.0    | +0   | 0      | -   |
| | Partit Liberal                                  | Manolis Kalligiannis       | 2,658             | 0.0    | -    | 0      | -   |
| | OAKKE                                           |                            | 2,099             | 0.0    | +0   | 0      | -   |
| | Independent                                     |                            | 892               | 0.01   |      |        | -   |
| | Christopistia                                   |                            | 95                | 0.0    |      |        | -   |
| Vots vàlids | Vots vàlids                                     | Vots vàlids                | 7,404,934         | 100,00 |      | 300    |     |
| Vots nuls | Vots nuls                                       | Vots nuls                  | 166,667           |        |      |        |     |
| Total | Total                                           | Total                      | 7,571,601 (75,6%) |        |      |        |     |
| - Font: Resultats oficials del Ministeri d'Interior Grec - Els resultats de la Coalició de l'Esquerra Radical són comparats amb els del 2000 de la Coalició d'Esquerra, de Moviment i Ecologia, el principal partit de la coalició. |                                                 |                            |                   |        |      |        |     |